# Greg T. Walker
Greg T. Walker est un bassiste américain, ayant joué principalement dans le groupe Blackfoot.

## Biographie
Greg T. vient d'une lignée de Muscogees, un peuple amérindien originaire du sud-est des États-Unis. Il fabrique ses propres arcs et flèches et de nombreux objets et ornements traditionnels amérindiens.
Lorsqu'il n'est pas en studio ou en tournée, il passe du temps sur ses terres en Floride où il s'adonne à sa passion pour l'élevage de chevaux et l'équitation.

## Carrière musicale

### Blackfoot
Son principal groupe était Blackfoot, entre 1969 et 1985.
Dans le line-up "classique" de Blackfoot, il a joué avec Ricky Medlocke comme frontman, Charlie Hargrett à la guitare rythmique et Jackson T. Spires à la batterie.
Il assure également les chœurs avec le batteur Jackson T. Spires. Ils peuvent être entendus par exemple sur leur titre Train, issu de l'album Strikes.

### Lynyrd Skynyrd
Il a également joué avec le groupe rock Lynyrd Skynyrd entre 1970 et 1971.

### Autres projets
En 2004, un nouveau line-up est formé, avec Bobby Barth (frontman du groupe Axe) au chant et à la guitare.
En 2014, il enregistre un EP 5 titres avec le trio français de rock Lloyd Project et joue quelques concerts avec eux à Paris.
Fin 2014, il forme en Floride le groupe Two Wolf, actuellement en studio pour enregistrer un premier album à paraitre fin 2015/début 2016. 